# Ribes wolfii
Ribes wolfii är en ripsväxtart som beskrevs av Rothrock. Ribes wolfii ingår i släktet ripsar, och familjen ripsväxter. Inga underarter finns listade i Catalogue of Life.